# Epilampra latifrons
Epilampra latifrons är en kackerlacksart som beskrevs av Henri Saussure och Leo Zehntner 1893. Epilampra latifrons ingår i släktet Epilampra och familjen jättekackerlackor. Inga underarter finns listade i Catalogue of Life.